# 老南部

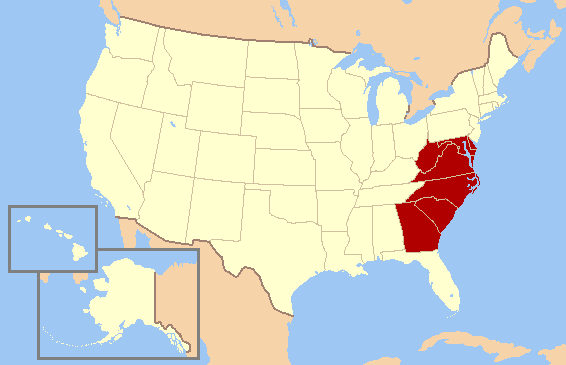
老南部

老南部（Old South）是指美國最早的13個州中位於南部的維吉尼亞州、北卡羅來納州、南卡羅來納州、喬治亞州。有時還包括特拉華州和馬里蘭州。老南部和新英格蘭都是美國最早得到開拓的地區。但和清教徒居多的新英格蘭不同，老南部的移民大多是信仰英國國教的貴族分支，並且允許奴隸存在。現在仍擁有很強南北戰爭之前傳統的路易斯安那州、密西西比州、亞拉巴馬州、喬治亞州、南卡羅來納州被稱為深南部。